# Grup Serhs
El Grup Serhs, fundat com a societat cooperativa el 1975 amb el nom de Serveis Mancomunats d'Hosteleria i Similars, és un grup empresarial català, considerat el primer grup turístic de Catalunya. El constitueixen un conjunt de 40 empreses i treballa en sectors com el turístic, l'hostaleria, la restauració i les col·lectivitats. Actualment el Grup SERHS és una societat anònima, amb una mitjana de 2.500 treballadors i 1.400 socis, el 40% dels quals són treballadors o familiars de treballadors. La seva activitat té lloc principalment a Catalunya, tot i que és present a tot l'arc mediterrani peninsular, Andalusia, Les Canàries i Brasil.

## Història

### Inicis
L'empresa Serveis Mancomunats d'Hosteleria i Similars (SERHS) va néixer l'any 1975 a Calella, com a iniciativa d'un grup de disset petits empresaris del ram de l'hostaleria. La Crisi del petroli del 1973 i la celebració de la Copa del Món de Futbol de 1970 van provocar una forta reducció de visitants anglesos i alemanys al Maresme a principis dels 70. Per fer front a aquesta situació i preveure'ns de similars, 17 empresaris de la zona van associar-se i crear una cooperativa de serveis, idea impulsada pels industrials Ramon Bagó, Josep Janer i Cristóbal Villegas, amb un capital inicial de 850.000 pessetes. Amb els anys, l'empresa va anar creixent i va anar diversificant progressivament les seves operacions, incorporant-ne de noves en el sector de l'hostaleria, la restauració i les col·lectivitats: hotels, restaurants, bars, hospitals, escoles, centres d'oci, esportius o geriàtric, entre d'altres. Amb els anys, es va modificar la personalitat jurídica de l'empresa, complementant la fórmula jurídica cooperativa inicial amb la creació de diverses societats filials, establertes com a societats limitades i societat anònimes, esdevenint l'actual Grup SERHS.

### Expansió

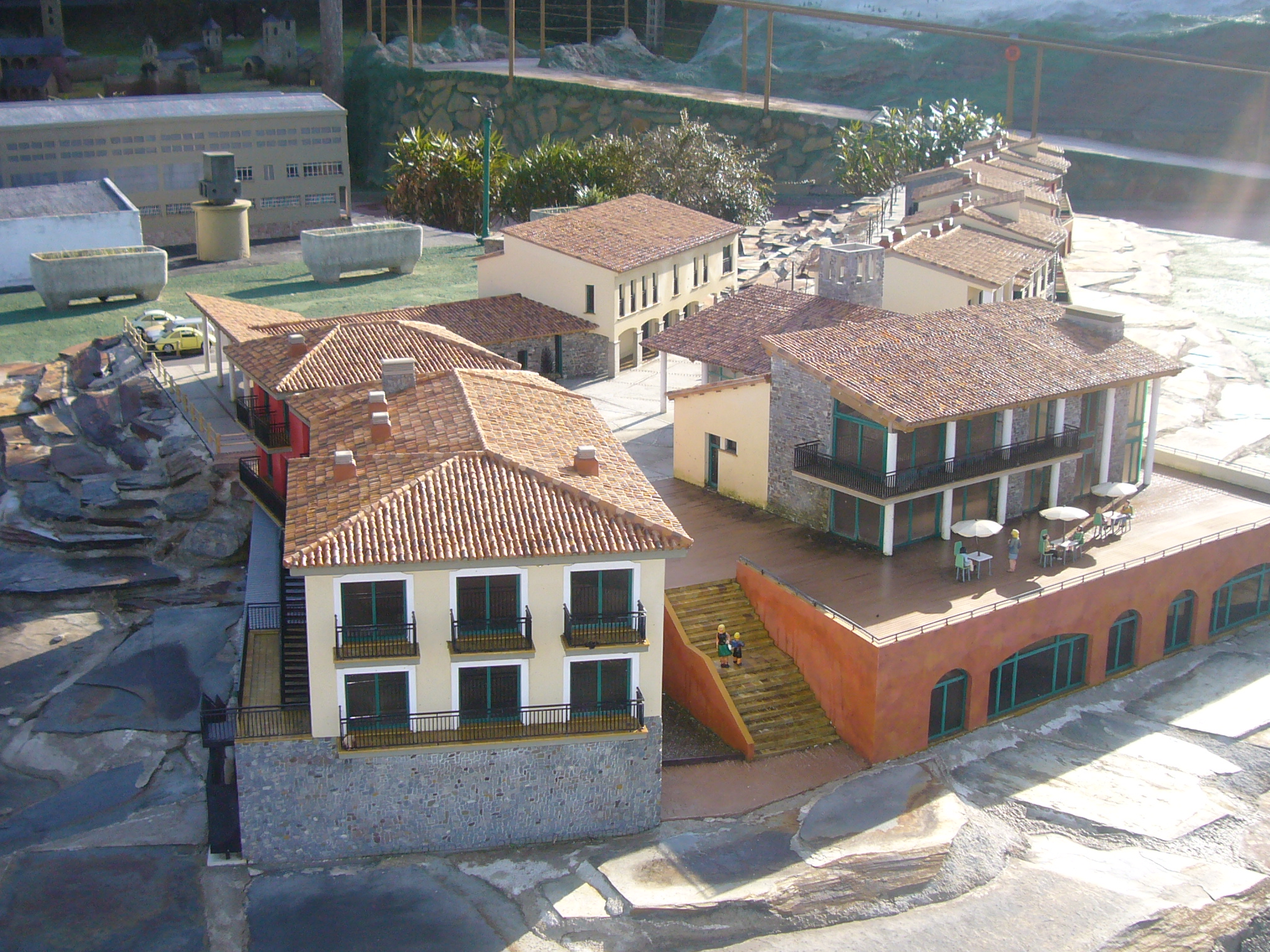
Maqueta ubicada a Catalunya en Miniatura d'un Vilar Rural del Grup Serhs a Sant Hilari Sacalm

El projecte es va continuar expandint, i l'any 1999 ja facturaven més de 30.000 milions de pessetes. L'any 2000 el Grup, amb l'absorció de Distribucions Gili de Reus, va ampliar la seva presència en el sector de distribució d'aliments. En l'àmbit del turisme aquell mateix any, en aliança amb Tropikal Tours, va obtenir la representació de 450 operadors, aconseguint presència a Balears, Costa del Sol, Canàries i Andorra i aconseguint contractacions per centenars de milers de turistes. L'any següent, 2001, la presència en aquest sector es reforçava amb la compra del 60% del grup turístic Tívoli passant a augmentar considerablement el seu volum de facturació.
L'any 2000 el grup va iniciar la compra de masies a l'interior de Catalunya (Sant Hilari Sacalm, Cardona, Arnes) per destinar-les al turisme d'interior sota la marca de "Vilars Rurals". En col·laboració amb el Grup Soler, va dotar de sistemes de gestió i estalvi energètic basats en la biomassa.

### Internacionalització
El 2004 l'empresa va facturar 352 milions d'euros i va començar l'expansió del negoci per Europa i el Marroc. L'empresa va continuar creixent i el 2011 tenia una plantilla de 2.863 empleats i 1.500 socis, la majoria empleats.
El 2012 l'Oficina Antifrau de Catalunya va obrir una causa judicial, coneguda com el Cas Bagó, on s'investigava una possible relació fraudulenta del grup amb el Consell Comarcal del Maresme i amb Badalona Serveis Assistencials. La causa fou arxivada per manca de proves. L'estiu de 2016 es faria públic que la causa hauria format part d'una suposada conxorxa duta a terme des de la mateixa oficina antifrau i el Ministre de l'Interior Espanyol, en el que es coneix com a Cas Fernández Díaz.
El 2015 l'empresa va anunciar la seva intenció d'implantar-se en el mercat xinès i en el sud-est asiàtic, com una estratègia a mitjà termini. El mateix any el Grup va complir 40 anys des de la seva fundació, arribant als prop de 500M d'euros de facturació.

### Reunificació del negoci

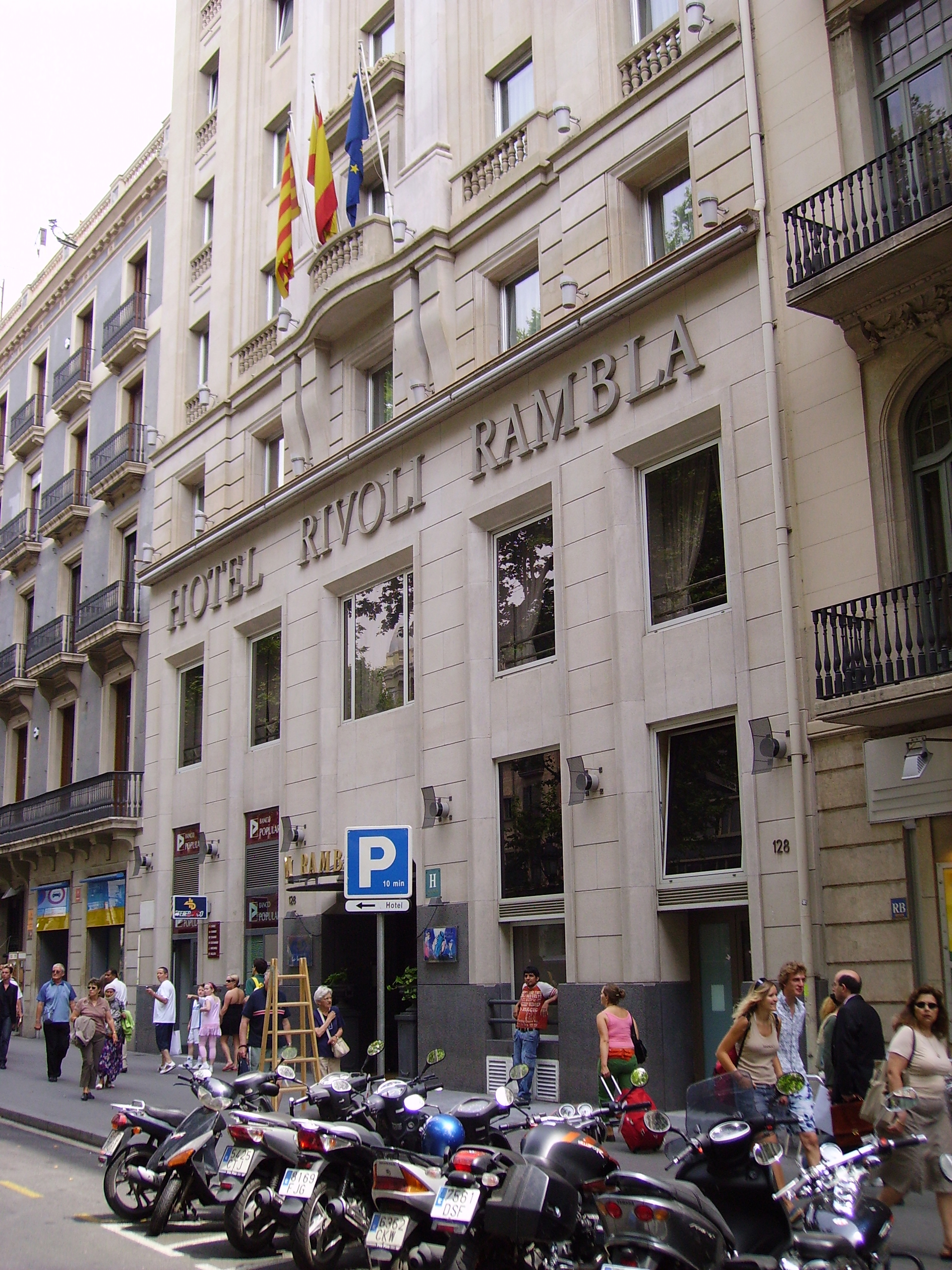
Hotel Rivoli Rambla de Barcelona, propietat del Grup

La tardor de 2015 el Grup va iniciar un procés de reunificació de les empreses que l'integraven. Al mes d'octubre, l'empresa va anunciar que unificaria totes les deu empreses que operaven sota el paraigües del nom SERHS Distribució, amb l'objectiu de guanyar volum i eficiència, creant una sola empresa, segons va anunciar Igor Onandía, el director general de Serhs Distribució. Dos mesos, després, el desembre també va fusionar la seva divisió hotelera i turisme, amb Josep Maria Bagudà al capdavant, conformant una nova divisió de negoci, SERHS Tourism & Hotels.
L'any 2016 el grup va inaugurar una cuina d'alt rendiment a Mataró, amb una capacitat de producció de 2,5 milions de kg. La planta està adaptada per elaborar més de 400 referències.

## Organització
Actualment SERHS s'estructura en 4 divisions de negoci:
- SERHS Distribució: distribució de begudes, alimentació, productes de neteja, frescos i congelats, cafè, fruita i verdura per a hoteleria, restauració i col·lectivitats.
- SERHS Tourism & Hotels: intermediació turística, gestió hotelera i serveis de consultoria a l'hotel.
- SERHS Food: restauració integral en els àmbits com la sanitat, l'educació, les universitats, els centres esportius, parcs temàtics o centres penitenciaris entre d'altres.
- SERHS Serveis: projectes i equipaments, assegurances, administració i finances, noves tecnologies i aplicacions informàtiques.[cal citació]

## Premis i reconeixements
- 2001 — Placa d'Honor del Turisme de Catalunya[21]
- 2003 — Placa al Mèrit Turístic en la seva categoria d'or, guardó aprovat l'agost de 2003 en Consell de Ministres presidit per Rei d'Espanya[21]
- 2005 — Premi Príncep Felip a l'Excel·lència Empresarial.[21]
- 2005 — Premi Pimes 2005[22]